# Ballston
Ballston è un quartiere periferico (neighborhood) nella Contea di Arlington nello stato statunitense Virginia, e una stazione della Orange Line (Washington Metro) del sistema di Metropolitana di Washington.

## Storia
Chiamata così in onore dalla famiglia Ball, parenti di George Washington, Ballston iniziò a crescere a partire dalla North Glebe Road e il Wilson Boulevard, la più vecchia intersezione stradale della Virginia del Nord.
In accordo con la Arlington Historical Society, Ballston era conosciuta come Birch's Crossroads.

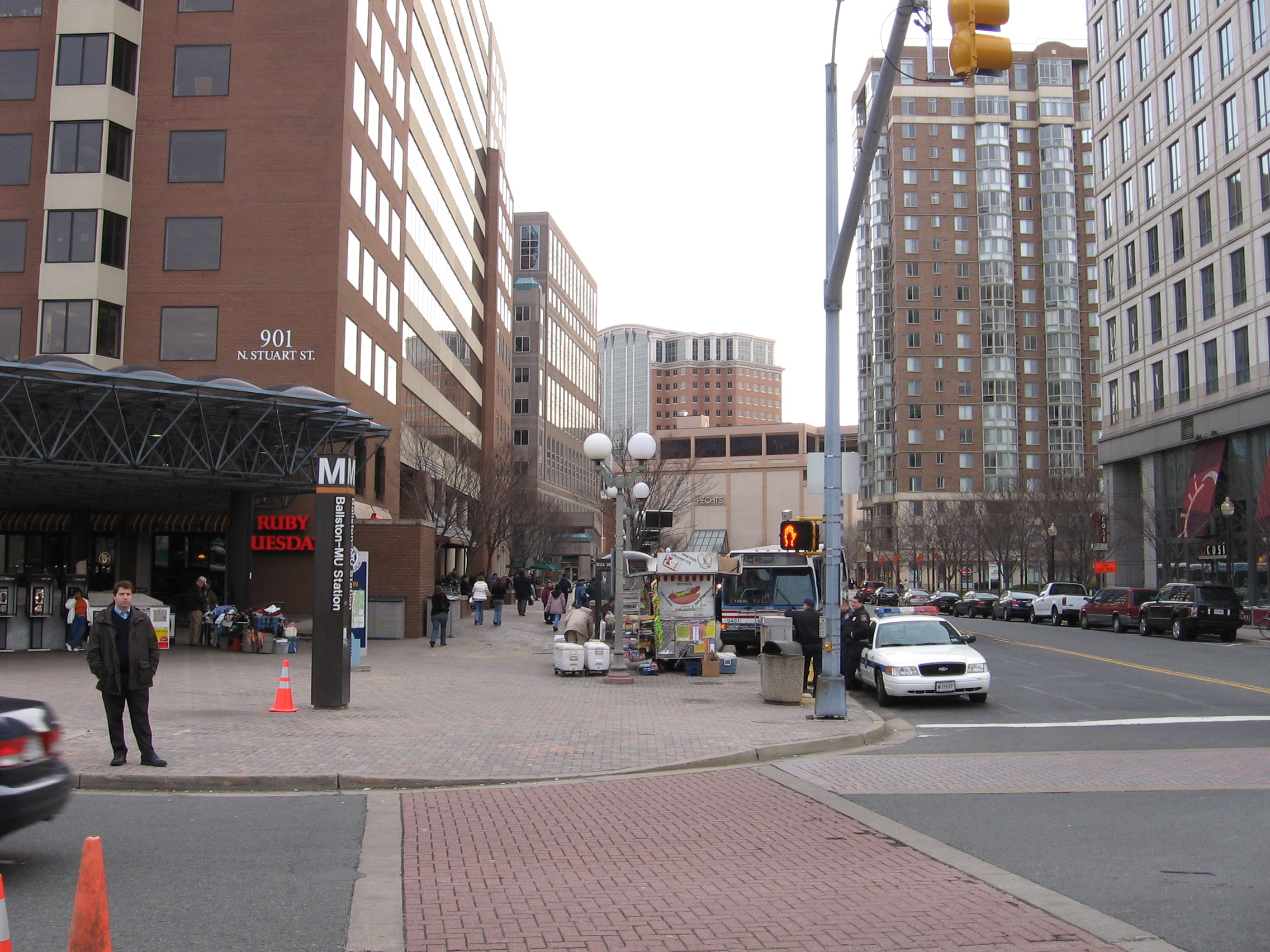
Veduta dell'ingresso alla stazione della metropolitana di Ballston

Una lapide storica che si trova al Ballston Point complex vicino all'incrocio cita:

Questa intersezione è stata un punto focale fin dal 1740, quando da qui partirono due strade, una dal futuro sito di Alexandria fino all'inizio di Pimmit Run, l'altra da Awbury's Ferry (dal lato di Rosslyn) fino a Falls Church. La prima divenne famosa come la Glebe Road perché costituiva la via di transito verso la parrocchia di Fairfax e in modo da distinguerla dalle altre strade che andavano verso Falls. La seconda fu chiamata Wilson Boulevard in onore del Presidente Wilson. L'intersezione divenne famose come Ball's Crossroads quando fu costruita la Taverna di Ball all'inizio del 1800.
Nel 1896, una linea tramviaria electric trolley line fu costruita a nord degli incroci lungo la presente strada Fairfax Drive, il cui nome deriva da quello della destinazione finale del Tram, Fairfax City. La costruzione della linea tranviaria che partiva da Clarendon per collegarla assieme a Rosslyn al centro di Washington, ciò fece sì che l'area si sviluppasse lontana dagli incroci. Una lapide storica che si trova all'angolo nord ovest tra Fairfax Drive e N. Stafford Street, un isolato ad est della stazione di Ballston Metrorail (la quale si trova sullo stesso posto della stazione del tram di Ballston) cita:

Dal 1900 una cittadina chiamata Central Ballston si era sviluppata nell'area confinante gli attuali Wilson Boulevard, Taylor Street, Washington Boulevard, e Pollard Street. Insediamenti più diffusi si estesero a ovest verso Lubber Run e a sud verso Glebe Road e Henderson Road.